# Gare de La Méaugon
Gare de La Méaugon – przystanek kolejowy w La Méaugon, w departamencie Côtes-d’Armor, w regionie Bretania, we Francji.
Jest przystankiem kolejowym Société nationale des chemins de fer français (SNCF), obsługiwaną przez pociągi TER Bretagne.

## Położenie
Znajduje się na wysokości 126 m n.p.m., na 481,158 km linii Paryż – Brest, pomiędzy stacjami Saint-Brieuc i Plouvara - Plerneuf. 

## Usługi
Usługi kolejowe są prowadzone przez pociągi TER Bretagne, kursujące między Saint-Brieuc, Lannion lub Guingamp.